# Lygromma kochalkai
Lygromma kochalkai là một loài nhện trong họ Gnaphosidae.
Loài này thuộc chi Lygromma. Lygromma kochalkai được Norman I. Platnick & Mohammad U. Shadab miêu tả năm 1976.